# 小行星6128
小行星6128（英語：6128 Lasorda）是一颗围绕太阳公转的小行星。1989年6月3日，埃莉諾·赫琳在帕洛马山发现了此天体。
这颗小行星的绝对星等为145.3820568738678等。